# Sara Teasdale
Sara Teasdale (8 de agosto de 1884 – 29 de janeiro de 1933) foi uma poeta lírica estadunidense. Foi batizada Sarah Trevor Teasdale em St. Louis, Missouri, e passou a usar o nome Sara Teasdale Filsinger após o seu casamento, em 1914.

## Biografia
Teasdale nasceu em 8 de agosto de 1884. Ela teve uma saúde bastante frágil por boa parte de sua infância, estudou em casa até os 9 anos; com 10 anos ela finalmente teve saúde o suficiente para poder frequentar a escola. Ela iniciou os estudos no Mary Institute em 1898,mas mudou para o Hosmer Hall em 1899, graduando-se 1903. A família viveu em duas casas, em St. Louis, Missouri. Ambas casas foram planejadas pela mãe de Sara. A segunda casa tinha uma suíte privativa para Sara no segundo andar. As visitas entravam por uma entrada separada e tinham de marcar um horário. A suite era onde Sara dormia, trabalhava e frequentemente jantava sozinha.
O primeiro poema de Teasdale foi publicado por William Marion Reedy no Reedy's Mirror, um jornal local, em 1907. A sua primeira coleção de poemas, Sonnets to Duse and Other Poems, foi publicada no mesmo ano.
A segunda coleçção de Teasdale Helen of Troy and Other Poems, foi publicada em 1911. Foi bem recebida por críticos, que louvaram sua maestria lírica e caráter romântico.
Entre 1911 e 1914 Teasdale foi cortejada por diversos homens, incluindo o poeta Vachel Lindsay, que estava verdadeiramente apaixonado por ela, mas não sentia que poderia provê-la com estabilidade e dinheiro necessários para mantê-la satisfeita. Ela casou-se com Ernst Filsinger, um antigo admirador de sua poesia, em 19 de dezembro de 1914.
A sua terceira coletânea de poesias, Rivers to the Sea, foi publicada em 1915. Foi e é um bestseller nos Estados Unidos, sendo reimpresso diversas vezes. Em 1916 ela e Filsinger mudaram-se para Nova York, onde viveram em um apartamento no Upper West Side.
Em 1918 ela ganhou um Prêmio Pulitzer pela sua coletânea de poesias de 1917, Love Songs. Ela foi possível graças à The Poetry Society; a organização atualmente divulga que ela foi a primeira pessoa a receber o Prêmio Pulitzer de Poesia (inaugurado em 1922).
As constantes viagens à trabalho de Filsinger deixaram Teasdale muito solitária. Em 1929, ela mudou-se do estado por três meses, cumprindo assim os critérios necessários para divorciar-se. Ela não quis informar Filsinger, fazendo apenas após a insistência de seu advogado. Filsinger ficou chocado. Após o divórcio, ela mudou-se a apenas dois blocos da sua antiga casa no Central Park West. Ela reacendeu sua amizade com Vachel Lindsay, agora casado e com filhos.
Em 1933, suicidou-se com uma overdose de comprimidos para dormir. Lindsay havia se matado dois anos antes. Ela foi enterrada no Cemitério Bellefontaine, em St. Louis.

## O suicídio de Teasdale e "I Shall Not Care"
Uma lenda urbana comum acerca do suicídio de Teasdale é que o poema "I Shall Not Care" seria uma carta de suicídio devido ao seu tom depressivo. Segundo a lenda, o poema que inclui temas como o abandono, amargura e a contemplação da morte, foi uma nota de suicídio escrita a um antigo amante. No entanto, o poema foi inicialmente publicado em sua coleção de 1915, Rivers to the Sea, 18 anos antes de seu suicídio:
I Shall Not Care
WHEN I am dead and over me bright April
Shakes out her rain-drenched hair,
Tho' you should lean above me broken-hearted,
I shall not care.
I shall have peace, as leafy trees are peaceful
When rain bends down the bough,
And I shall be more silent and cold-hearted
Than you are now.

## Legado e influência
- O poema "There Will Come Soft Rains" da sua coleção de 1920 Flame and Shadow inspirou uma história curta de Ray Bradbury com o mesmo nome.
- Teasdale é a poeta favorita de Arlington LeGrande, personagem principal da novela de Jacquelyn Mitchard,The Most Wanted.
- O poema de Teasdale "Stars" tornou-se uma peça de coral do compositor Eriks Esenvalds. Se tornou bastante conhecida pelos cristais e o seu "som de estrelas"'.[7]
- Em 1967 Tom Rapp e o grupo Pearls Before Swine gravaram uma rendição musical de "I Shall Not Care" no seu primeiro álbum One Nation Underground.
- Em 1994, foi incluida no St. Louis Walk of Fame.[8]
- Em 2010, o trabalho de Teasdale foi publicado pela primeira vez na Itália, traduzido por Silvio Raffo.
- Em 2011, o compositor Joseph Phibbs escolheu poemas de Teasdale para sua obra From Shore to Shore,[9] e a música song Pierrot,[10] e em 2013-14 retornou aos seus textos para compor suas seis Moon Songs.[11] Ele também admitiu que ela o influenciou no seu trabalho orquestral Rivers to the Sea.[12]
- Em 2015, onze poemas da coletânea Flame and Shadow foram transformados em música pela banda Scarecrow.
- Em 2016, um coral SATB do poema Alchemy foi composto por Robert Anthony LaRose.[13]

## Traduções
- Тисдейл С. Реки, текущие к морю: Избранные стихотворения (in Russian). – Moscow: 2011. – 192 pages. ISBN 978-5-91763-062-5